# Église Saint-Germain de Saint-Germain-lès-Arpajon
Pour les articles homonymes, voir Église Saint-Germain.
L’église Saint-Germain de Saint-Germain-lès-Arpajon (département de l'Essonne, France), anciennement Saint-Germain-lès-Châtres, est sous le patronage de saint Germain d'Auxerre évêque (378-448).

## Histoire
C’est une église romane (XIe et XIIe siècles), inscrite sur la liste des monuments historiques depuis 1926.

## Mobilier
Plusieurs éléments mobiliers sont protégés à titre objet des monuments historiques : une statue de Saint Eutrope (inscrit, 2008), une statue de la Vierge à l'Enfant (inscrit, 2008) et la chasse de saint Corbinien (classé, 2008).